# جزیره دی لیندو
جزیره دی لیندو (به انگلیسی: Di Lido Island) یک منطقهٔ مسکونی در ایالات متحده آمریکا است که در میامی بیچ، فلوریدا واقع شده‌است. جزیره دی لیندو ۲۳۰ نفر جمعیت دارد و ۰٫۹۱ متر بالاتر از سطح دریا واقع شده‌است.